# Крис Смолинг
Кристофър Лойд Смолинг по-известен като Крис Смолинг е английски футболист, който играе като централен защитник за Ал-Файха.

## Биография
В детството си той играе за академията на Милуол за две години. На 15 години се присъединява към Майдстоун Юнайтед, където прави професионалния си дебют през 2007 година. По това време Смолинг получава покана да участва в училищния национален отбор на Англия под 18 години, участието му там води до подписване на договор с Мидълзбро за две години. Въпреки това едва месец след подписването на договора с Боро, договорът му е прекратен заради дълго боледуване. През юни 2008 подписва контракт с отбора от Английската висша лига Фулъм. Прави дебюта си за отбора през май 2009 в последния мач от сезона и помага на отбора да достигне финала на Лига Европа 2009/10 през следващия сезон. През януари 2010 подписва предварителен договор с Манчестър Юнайтед и се присъединява в отбора в началото на сезон 2010/11. Дебютът му в официален мач е на турнира Къмюнити Шийлд 2010 с победа над Челси и така печели първия си медал. За Юнайтед той прави над 30 участия и е първа резерва на титулярните централни защитници Рио Фърдинанд и Неманя Видич.
Смолинг представлява Англия в много нива, но се състезава в младежкия отбор. Преди това той участва в училищния отбор под 18 години и в отбора под 20 години. Смолинг е повикан старшия отбор за пръв път през ноември 2010 година, но не взима участие при загубата от Франция с 2:1 като домакин.

## Отличия
Манчестър Юнайтед
- Премиършип: 2010/11, 2012/13[1]
- ФА Къп: 2015/16
- Купа на лигата: 2016/17[2]
- Къмюнити Шийлд: 2010, 2011, 2013[3]
- Лига Европа: 2016/17[4]

Рома
- Лига на конференциите: 2021/22